# هوارانگ: جوانان جنگجوی شاعر
هوارانگ: جوانان جنگجوی شاعر (کره‌ای: 화랑) یک مجموعهٔ تلویزیونی کره جنوبی با بازی پارک سو جون، گو آرا و پارک هیونگ شیک است. این مجموعه حول محور گروه نخبهٔ مردان جوان به نام هوارانگ  می‌چرخد که شور و اشتیاق، روابط دوستانه و عشقشان را در دوران آشفتگی سرزمین شیلا کشف می‌کنند. این مجموعه از ۱۹ دسامبر ۲۰۱۶ تا ۲۱ فوریه ۲۰۱۷، دوشنبه و سه‌شنبه‌ها ساعت ۲۲:۰۰ (کی‌اس‌تی) از کی‌بی‌اس۲ پخش شد.

## داستان
داستان در دوران امپراطوری شیلا و در زمان ملکه جیسو، که به عنوان نایب‌السلطنه حکومت می‌کرد، شروع می‌شود.جینهونگ کبیر به دلیل ترور و تهدیدهای خارجی و داخلی مجبور به مخفی شدن شده است و هنوز به تخت سلطنت ننشسته است. در این شرایط، ملکه جیسو تصمیم می‌گیرد تا گروهی از جوانان نخبه‌ی کشور را جمع‌آوری کرده و به عنوان هوارانگ آموزش دهد تا بتوانند از پادشاهی محافظت کنند و نظام حکومتی را تقویت کنند.
هنگامی‌ که هوارانگ‌ها آموزش‌های سخت و مهارت‌آموزی‌های مختلفی را پشت سر می‌گذارند، روابط بین آن‌ها پیچیده‌تر می‌شود. دوستی‌ها و رقابت‌ها، عشق‌های پنهان و آشکار، و رازهایی که از گذشته پنهان شده‌اند، همگی دست به دست هم می‌دهند تا داستانی پر از تعلیق و درام شکل گیرد.
مو میونگ و پادشاه جین هونگ بزرگ در این میان به درک عمیق‌تری از یکدیگر و وظایف خود در قبال کشور و مردمشان می‌رسند. تلاش‌های آن‌ها برای حفاظت از سلطنت و مقابله با دشمنان داخلی و خارجی از مهم‌ترین نقاط کلیدی داستان محسوب می‌شود. آنان با چالش‌های اخلاقی و شخصی متعددی مواجه می‌شوند که باید بر آن‌ها غلبه کنند تا کشور را به دوره‌ای از صلح و امنیت هدایت کنند.

### عشق و روابط
عشق بین مو میونگ و آرو به تدریج عمیق‌تر می‌شود، اگرچه موانع زیادی بر سر راه آن‌ها قرار دارد. پادشاه جین‌هیونگ نیز به آرو علاقه‌مند می‌شود، که به نوبه‌ی خود به پیچیدگی‌های احساسی بیشتری منجر می‌شود.

### پایان داستان
هویت واقعی مو میونگ و پادشاه جین‌هیونگ در نهایت افشا می‌شود، که تأثیرات عمیقی بر روابط و سرنوشت هوارانگ‌ها و کل کشور می‌گذارد. این افشاگری‌ها و درک عمیق‌تر از وظایف و مسئولیت‌های آن‌ها، به هدایت شیلا به دورانی جدید از همبستگی و اتحاد کمک می‌کند.

### نتیجه‌گیری
سریال "هوارانگ" با ترکیب مناسبی از تاریخ، درام، عشق، و اکشن توانست توجه بسیاری از مخاطبان را به خود جلب کند. بازیگران اصلی شامل پارک سئو جون، گو آرا، و پارک هیونگ شیک با اجرای به‌یادماندنی خود توانستند شخصیت‌های پیچیده و جذاب خود را به زیبایی به تصویر بکشند. این سریال نه تنها به تاریخ و فرهنگ کره‌ای ارزش نهاد، بلکه داستانی پر از هیجان، عشق و ماجراجویی را به مخاطبان ارائه داد.

## بازیگران

### اصلی
- پارک سو جون در نقش مو میونگ / کیم سون وو / کیم ایسابو / داگ-برد[۶]
- گو آرا در نقش کیم آه رو[۷]
- پارک هیونگ شیک در نقش سام‌مک‌جونگ / کیم جی دی / پادشاه جین‌هونگ[۶]
- کیم ته هیونگ در نقش سوک هان سونگ